# Kiğı-Talsperre
Die Kiğı-Talsperre (türkisch Kığı Barajı) ist ein 2016 fertiggestellter Steinschüttdamm mit Lehmkern am Peri Çayı, ein Zufluss des Murat, im Landkreis Kiğı der Provinz Bingöl im Osten der Türkei, etwa sieben Kilometer nördlich der Stadt Kiğı und 55 Kilometer nördlich der Provinzhauptstadt Bingöl. Die Talsperre dient der Energieerzeugung. Die drei Francis-Turbinen des Wasserkraftwerks werden 3 × 60 = 180 MW Nennleistung haben. Andere Angaben sprechen von 140 MW. Das voraussichtliche Regelarbeitsvermögen liegt bei 650 GWh im Jahr.
Bauherr ist das türkische Amt für Wasserwirtschaft DSI. Flussabwärts befindet sich die Özlüce-Talsperre.